# تینا اسونسون
تینا اسونسون (نروژی: Tina Svensson؛ زادهٔ ۱۶ نوامبر ۱۹۶۶) بازیکن فوتبال زن اهل نروژ بود.